# مورین لیپمن
مورین لیپمن (انگلیسی: Maureen Lipman؛ زادهٔ ۱۰ مهٔ ۱۹۴۶) بازیگر، نویسنده و کمدین، اهل بریتانیا است. وی دانش‌آموختۀ آکادمی موسیقی و هنرهای نمایشی لندن است.
از فیلم‌ها یا برنامه‌های تلویزیونی که وی در آن نقش داشته‌است می‌توان به سوئینی، نمایش امروز، اسکرین‌پلی، اکلاهما!، خیابان کورونیشن، انقلاب زمستانی، دکتر هو، حادثه، اسکینز، شهر هالبی، آدمکشان میدسامر، جانشین دیبلی، پیانیست، آب،  دادگاه جزا، ریتای محصل، تعطیلات اروپایی نشنال لمپون و داستان روح‌های ازدست‌رفته اشاره کرد.
وی همچنین برندهٔ جوایزی همچون جوایز لارنس الیویه و بانوی فرمانده نشان امپراتوری بریتانیا شده‌است.